# Tempo di volo
Il tempo di volo (spesso indicato con TOF, dall'inglese Time Of Flight) indica la misura del tempo impiegato da un oggetto, una particella o un'onda (acustica, elettromagnetica o di altro tipo) per percorrere una certa distanza in un mezzo determinato.
Dalla misura del tempo è possibile ricavare la distanza percorsa, la velocità e altre grandezze come l'energia cinetica.

## Principali tecniche
Con tempo di volo vengono quindi indicate le varie tecniche basate sulla misura del tempo percorso dall'oggetto per attraversare il mezzo prestabilito.

### Fisica delle particelle
In fisica delle particelle la misura del TOF è utilizzata principalmente per determinare il tipo di particella rivelata. Un classico esperimento per la misura del TOF è costituito da due scintillatori a una distanza predefinita. Dalla misura del TOF, si ricava la velocità della particella, e di conseguenza la sua variabile {\displaystyle \beta =v/c}, che rappresenta il rapporto tra la velocità della particella e la velocità della luce. Conoscendo l'impulso iniziale della particella, è possibile ricavare la massa della particella dalla semplice equazione:
{\displaystyle P=\gamma mv=\gamma m\beta c}
dove:
- {\displaystyle P} è l'impulso della particella,
- {\displaystyle \gamma } è il fattore di Lorentz, in funzione di {\displaystyle \beta },
- {\displaystyle \beta } è il rapporto tra la velocità della particella {\displaystyle v} e la velocità della luce {\displaystyle c},
- {\displaystyle m} è la massa della particella.

Ad esempio, nell'esperimento che ha portato alla scoperta dell'antiprotone, due scintillatori posti a 12 m di distanza permettevano di misurare il TOF dei pioni e degli antiprotoni prodotti dalla collisione, con un impulso di 1.19 GeV/c. Il TOF dei pioni era di 42 ns, mentre il TOF degli antiprotoni era di 50 ns circa: conoscendo la variabile {\displaystyle \beta } (0.99 per pioni, 0.78 per gli antiprotoni, per quel preciso valore di impulso), era possibile risalire al tipo di particella.

### Spettrometria di massa

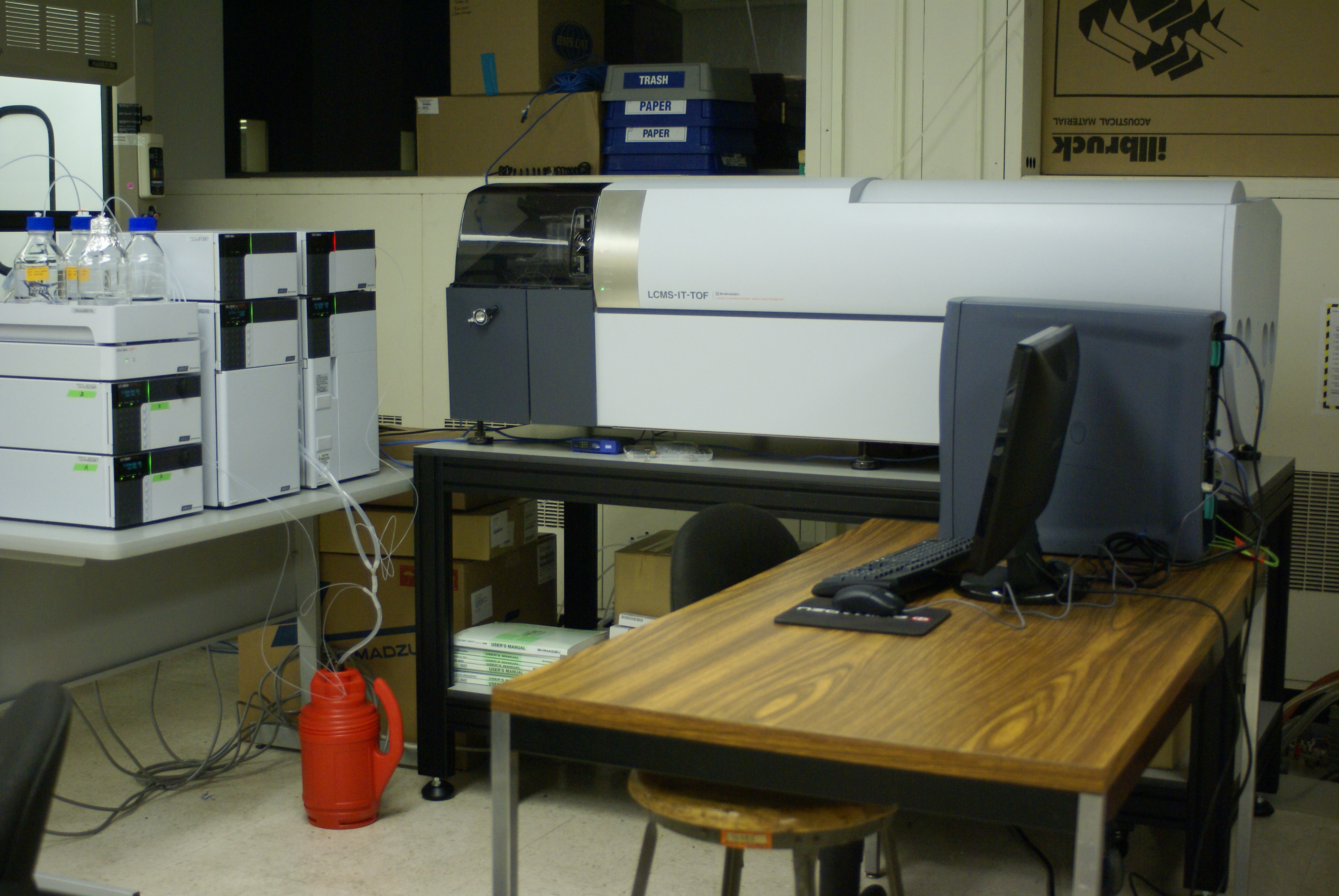
Trappola ionica a tempo di volo della Shimadzu

In spettrometria, la tecnica del TOF è utilizzata per misure su ioni accelerati da un campo elettrico: gli ioni vengono accelerati alla stessa energia cinetica, tuttavia, a causa di un differente rapporto massa-carica, essi hanno velocità differenti. Per questo motivo la misura del tempo di volo permette di ricavare la velocità degli ioni, da cui si può estrarre il rapporto massa-carica. In particolare, nel caso degli elettroni (essendo la loro carica invariabile), la misura del tempo di volo permette di ricavare la loro energia cinetica.
La tecnica di spettrometria di massa a tempo di volo (indicata con l'acronimo TOFMS) viene effettuata con l'analizzatore a tempo di volo che riesce a distinguere ioni caratterizzati da carica e massa differenti, i quali, se accelerati dallo stesso potenziale, percorreranno uno spazio uguale in tempi diversi. Questo particolare analizzatore può essere accoppiato solo con alcune sorgenti, quelle impulsate, come ad esempio il MALDI. Per superare questa limitazione è possibile posizionare l'attrezzatura ortogonalmente alla sorgente.

### Elettronica
In elettronica, la misura del TOF è usata per stimare la mobilità elettronica. Inizialmente, la tecnica fu utilizzata per la misura di film sottili a bassa conduttività e di semiconduttori. Viene utilizzata di frequente su strutture di giunzione composte Metallo-Dielettrico-Metallo e per i transistor del tipo OFET (Organic FET, con semiconduttore organico). Le cariche in eccesso sono generate da fasci laser o impulsi elettrici.

### Spettroscopia nel vicino infrarosso
Nella Near-infrared spectroscopy (NIRS), il metodo del TOF viene usato per misurare le distanze percorse da diverse lunghezze d'onda nello stesso mezzo, da cui è possibile ricavare la composizione e le proprietà del mezzo studiato.

### Flussometria ottica e ultrasuoni
Il flussimetro è un contatore che permette di calcolare il flusso di volume tramite la misura della velocità di un fluido o di un gas attraverso un tubo.
I flussimetri ottici sono costituiti da due fasci luminosi proiettati nel fluido per rivelare il passaggio di piccole particelle che seguono il flusso. La velocità delle particelle viene calcolata conoscendo la distanza tra i due fasci. Se è presente un solo rilevatore, la differenza di tempo può essere misurato tramite autocorrelazione. Se ci sono due rivelatori, uno per ogni fascio, può essere ricavata anche la direzione della particella. Poiché la posizione dei fasci è relativamente facile da determinare, la precisione della misura dipende principalmente dalla grandezza del setup. Se i fasci sono troppo distanti, il flusso potrebbe variare sostanzialmente nel mezzo, in questo modo è possibile ottenere una misura media. Inoltre, dato che le particelle sono indistinguibili, la misura potrebbe essere affetta da errori poiché le particelle potrebbero passare tra i fasci in ogni momento. Per fornire dati validi, un sensore di questo tipo deve essere piccolo rispetto alla dimensione del flusso e della densità. Sensori del tipo MOEMS (Micro-Opto-Electro-Mechanical Systems) hanno piccole dimensioni e sono quindi utilizzabili in una grande varietà di situazioni.
La tecnica del TOF viene usata inoltre per misurare la velocità di propagazione del segnale a monte e a valle del flusso in un mezzo grazie a particolari flussimetri a ultrasuoni. I risultati delle misure della velocità totale del flusso effettuate con flussimetri a ultrasuoni sono leggermente influenzati dalla temperatura, dalla densità e dalla conduttività. Esistono tre tipologie di flussimetri a ultrasuoni: di trasmissione, di riflessione e open-channel. I flussimetri di trasmissione misurano la differenza di tempo tra un impulso ultrasonico trasmesso nella direzione del flusso e un impulso inviato nella direzione opposta al flusso. I flussimetri di riflessione misurano lo spostamento Doppler conseguente alla riflessione di un fascio di ultrasuoni su piccole particelle nel liquido, bolle d'aria o turbolenze. I flussimetri open-channel misurano i livelli di flusso a monte di scivoli o stramazzi.

### Velocimetria Doppler
La planar Doppler velocimetry (PVD) permette di misurare la velocità del flusso attraverso un piano misurando lo spostamento Doppler in frequenza della luce diffusa dalle particelle contenute nel flusso. La tecnica del TOF viene utilizzata per misurare il tempo in cui le particelle attraversano due o più posizioni lungo la linea del flusso. La misura viene effettuata perpendicolarmente al flusso, poiché misure collineari richiederebbero velocità di flusso generalmente elevate e filtri ottici con banda estremamente stretta.

### Interferometria ottica
In interferometria ottica, la tecnica del TOF permette di misurare la differenza cammino ottico tra il campione e il mezzo di riferimento: ad esempio modulazioni di frequenza seguite da misure dello sfasamento o della correlazione incrociata dei segnali. Questi metodi sono applicati ai sistemi che utilizzano laser per la misura delle distanze medio-lunghe.

## Cinematica
In cinematica, con tempo di volo si indica il tempo {\displaystyle t} in cui un proiettile resta in aria:
{\displaystyle t={\frac {2v\sin \theta }{a}}}
dove le quantità:
- {\displaystyle v}, velocità di lancio del proiettile,
- {\displaystyle a}, accelerazione verso il basso (solitamente l'accelerazione di gravità),
- {\displaystyle \theta }, angolo di lancio del proiettile,

sono legate dall'equazione del moto:
{\displaystyle s=vt-{\begin{matrix}{\frac {1}{2}}\end{matrix}}at^{2}}